# Банк Маврикия
Банк Маврикия (англ. Bank of Mauritius) — центральный банк Маврикия.

## История
В XIX веке для Маврикия выпускали банкноты несколько банков: Колониальный банк Маврикия Бурбона и зависимых территорий, Банк Маврикия, Коммерческий банк Маврикия и др. Номинал банкнот выражался в разных валютах: кронах, долларах, рупиях, иногда в двух валютах (фунт = 5 долларов).
В 1886 году выпуск банкнот начало правительство Маврикия — первоначально в шиллингах и фунтах, затем — в фунтах и долларах, рупиях. В 1934 году казначейство Маврикия начало выпуск билетов и монет в маврикийских рупиях.
В 1966 году основан государственный Банк Маврикия, начавший операции 1 сентября 1967 года.